# Aniža (reka)
Aniža (nemško Enns) je južni pritok reke Donave, ki se ji pridruži severno pri Ennsu v Avstriji. Aniža je dolga 253 km in je najdaljša celinska reka v Avstriji in v spodnjem toku tvori mejo zveznih dežel Zgornje in Spodnje Avstrije. Njen povprečni pretok je preko 200 m³/s, tako da je bilo v začetku 20. stoletja zgrajenih več hidroelektrarn. Teče od izvira blizu vasi Flachaua, proti vzhodu skozi Radstadt, Schladming in Liezen, nato pa zavije proti severu blizu Hieflaua, steče mimo Weyerja in Ternberga skozi Steyr in bolj severno do Donave pri Ennsu.

## Ime
V latinščini je bila znana kot Anisus ali Anasus, negotovega izvora; Anreiter ga je na primer poskušal povezati z indoevropskim *on- in hidronimno končnico *-is-. Poznejši viri jo imenujejo Ensa ali Enisa. Drugi so jo povezali z zgornjedonavsko vaskonsko *an, "voda." Druga možna povezava je grško ᾰ̓νῠστός (anystos  - koristen). Zahodnoslovanski jeziki imajo za reko različna imena: v češčini se imenuje Enže; v slovaščini Enža; in v poljščini Aniza, v slovenščini Aniža.

## Geografija
Aniža izvira iz gorovja Radstatske Ture (Radstädter Tauern) v avstrijski deželi Salzburg. V dolini, ki se je razvila v ledeni dobi, teče na meji med Severnimi apneniškimi Alpami in Srednjovzhodnimi Alpami po vzhodni poti skozi avstrijsko Štajersko, kjer na južni strani prečka Dachsteinski masiv. Med Admontom in Hieflauom zavije proti severu in gre skozi narodni park Gesäuse, sotesko v dolžini 15 km, kjer prodre v apnenec Ennstaler Alpen. Od tam naprej teče proti severu, doseže deželo Zgornjo Avstrijo ob ustju Laussabacha. Severno od Steyra tvori mejo med Zgornjo Avstrijo in Spodnjo Avstrijo (prej znana tudi kot Avstrija nad Ennom in Avstrija pod Ennom). Končno se sreča z Donavo pri Mauthausnu in mestu Enns. Je najdaljša reka samo v Avstriji.
Aniža je tipična hudourniška reka in črpa vodo s površine 6084 km2, kar jo uvršča na peto mesto v Avstriji. Njen povprečni pretok na ustju je 200 m³/s.
Anizik, doba v triasnem obdobju geološkega časa je poimenovana iz Anisus, latinskem imenu reke Aniže.

## Zgodovina
Sredi 19. stoletja so vzdolž 70 km med Weißenbachom in Gesäuseom začeli graditi kanale, da bi vodo izkoristili za kmetijstvo in gozdarstvo.
Ennskraftwerke AG je skupaj zgradilo deset elektrarn s skupno proizvodno močjo 345 megavatov.

## Mesta vzdolž reke
- Radstadt

### Na Štajerskem
- Schladming
- Gröbming
- Liezen
- Selzthal
- Admont

### V Zgornji Avstriji
- Großraming
- Ternberg
- Garsten
- Steyr
- Enns

## Hidroelektrarne
Trenutno je na Aniži 15 hidroelektrarn. Elektrarne so naštete začenši pri povirju:
| Jez                | Moč (MW) | Letna proizvodnja (Mio. kwh) |
| ------------------ | -------- | ---------------------------- |
| Gstatterboden      | 2        | 6,8                          |
| Hieflau            | 63       | 388                          |
| Landl              | 25       | 135,5                        |
| Krippau            | 30       | 173,5                        |
| Altenmarkt         | 26       | 165,9                        |
| Schönau            | 30       | 122,8                        |
| Weyer              | 37       | 159,6                        |
| Großraming         | 72       | 270,7                        |
| Losenstein         | 39       | 170                          |
| Ternberg           | 40       | 169,7                        |
| Rosenau            | 34       | 145,5                        |
| Garsten-St. Ulrich | 38       | 162,5                        |
| Staning            | 43       | 203,2                        |
| Mühlrading         | 25       | 111,8                        |
| St. Pantaleon      | 52       | 261,6                        |

- Lauf der Enns
- Altenmarkter Becken in Flachauer Tal
- Aniža pri Haus im Ennstal
- Zračni posnetek Aniže pri Haus im Ennstal
- Pri Lieznu
- Pri Admontu
- V Gesäuse
- Landltal (1837)
- Aniža pri Kleinreiflingu
- Pogled na izliv reke Steyr
- Koleno Aniže s konglomeratno pečino Münichholz
- Zajezitev
- Izliv v Donavo

## Pritoki
Najpomembnejši pritoki so Palten, Salza in Steyr. Druga pritoka sta Severni Taurach in Erzbach.

## Plovnost
Le zadnjih nekaj kilometrov Aniže služi kot Donavska zvezna vodna pot.
Približno 1 km pred izlivom v Donavo je Ennshafen, zgrajen v letih 1979-1994, z industrijskim območjem na zgornji in spodnji avstrijski strani.
Julija 2020 je skladišče Danubia dobilo največji tip hidravličnega bagra na svetu, ki se uporablja za pretovarjanje razsutega tovora med ladjo in železnico ali cesto. Hybrid Type 895E je izdelal proizvajalec Sennebogen, poganja ga elektromotor, tehta 410 t, giblje se na štirih nogah po 2 tirnicah, je visok 42 m, dvigne 50 t in stane 3-4,5 milijona evrov.
Od srednjega veka do 19. stoletja so po spodnjem toku Aniže izvajali prevoz železove rude, pridobljene iz Erzberga, in drugo blago z lesenimi splavi. Leta 1566 je imela Aniža največje pristanišče med Passauom in Dunajem. Pristanišče Enghagen je bilo zaprto leta 1826.

## Promet
Skozi dolino Aniže poteka velika tranzitna pot, ki povezuje Nemčijo in Slovenijo skozi Avstrijo. Ob reki med Hieflauom in Ennsom teče tako imenovana Eisenstraße (železna cesta), po kateri se je železova ruda prevažala iz štajerskega Erzberga ('rudna gora') v jeklarno v Linzu.